# Master of the Moon
Master of the Moon — десятый и последний студийный альбом американской хэви-метал группы Dio. Выпущен 30 августа 2004 года лейблом SPV Records в Европе и 7 сентября 2004 года лейблом Sanctuary Records в США. Спродюсирован лично Ронни Джеймсом Дио.
В рамках тура в поддержку этого альбома Дио отправился в путь с Fireball Ministry и Anthrax на разогреве. Как обычно, он включил в сет-лист материал с разных этапов своей карьеры, в том числе песни Rainbow и Black Sabbath.
Из-за других обязательств Пилсон не смог участвовать в туре, а Руди Сарзо взял на себя обязанности бас-гитариста.

## Список композиций
Все тексты написаны Ронни Джеймсом Дио.
| №  | Название                    | Длительность |
| -- | --------------------------- | ------------ |
| 1. | «One More for the Road»     | 3:18         |
| 2. | «Master of the Moon»        | 4:19         |
| 3. | «The End of the World»      | 4:39         |
| 4. | «Shivers»                   | 4:15         |
| 5. | «The Man Who Would Be King» | 4:58         |

| №   | Название                                                  | Музыка                           | Длительность |
| --- | --------------------------------------------------------- | -------------------------------- | ------------ |
| 6.  | «The Eyes»                                                |                                  | 6:27         |
| 7.  | «Living the Lie»                                          | Dio, Goldy, Simon Wright         | 4:25         |
| 8.  | «I Am»                                                    |                                  | 5:00         |
| 9.  | «Death by Love»                                           | Dio, Goldy, Chuck Garric, Wright | 4:21         |
| 10. | «In Dreams»                                               |                                  | 4:26         |
| 11. | «The Prisoner of Paradise» (бонус-трек японского издания) |                                  | 4:01         |

| №  | Название                                                           | Длительность |
| -- | ------------------------------------------------------------------ | ------------ |
| 1. | «Heaven and Hell [Live, Master of the Moon Tour 2004/2005]»        | 10:21        |
| 2. | «Rainbow in the Dark [Live, Master of the Moon Tour 2004/2005]»    | 5:22         |
| 3. | «Rock and Roll Children [Live, Master of the Moon Tour 2004/2005]» | 4:59         |
| 4. | «The Eyes [Live, Master of the Moon Tour 2004/2005]»               | 6:48         |
| 5. | «The Prisoner of Paradise»                                         | 4:00         |

## Участники записи
- Ронни Джеймс Дио — вокал
- Крэйг Голди — гитара
- Джимми Бэйн — бас-гитара
- Скотт Уоррен — клавишные
- Саймон Райт — ударные

## Позиции в чартах
| Год  | Чарт                          | Позиция |
| ---- | ----------------------------- | ------- |
| 2004 | U.S.Top Independent Albums    | 7       |
| 2004 | Finnish Albums Chart          | 16      |
| 2004 | Шведский хит-парад            | 35      |
| 2004 | German Albums Chart           | 62      |
| 2005 | Oricon Japanese Albums Charts | 259     |